# 綾小路清隆
綾小路 清隆（あやのこうじ きよたか）は、衣笠彰梧によるライトノベル作品『ようこそ実力至上主義の教室へ』の主人公。作中の舞台となる高度育成高等学校の1年Dクラスに在籍する男子生徒。2年生編にて進級する。

## 作中設定

### 来歴
名門校・高度育成高等学校に入学するが、入学試験で意図的に手を抜いたために問題児揃いの最底辺クラスである1年Dクラスに配属される。自身の隣の席に座るクラスメイト・堀北鈴音はAクラス昇格を目指しており、清隆は彼女に協力することとなる。清隆は須藤健の退学危機や暴行事件を解決したり、佐倉愛里をストーカーから救うなど、自身の高い実力を周囲に隠しつつも、クラスメイトの問題を次々に解決していく。
2年生編では特別試験における数学の試験で学年唯一の満点を叩き出したことで、今まで隠してきた実力が周囲に知られるようになっていく。

### 人物像
影の薄さからクラス内では特に目立っておらず、やる気のない性格をしている。感情が読みにくく、得体のしれないところがあり、話し方にも抑揚がない。1年女子によるイケメンランキングで5位に入っていたり、複数の女子生徒から「カッコいい」と評されるなど容姿は良い。また、体つきの良さを鈴音から指摘されている。
入学試験では意図的に全教科50点に揃えており、周囲の人間からは平均的な能力の生徒だとみなされていたが、実際は常人とはかけ離れた能力を有している。しかし、清隆本人は平凡な学生生活を望んでいるために周囲には実力を隠している。実は、天才を育成する教育機関「ホワイトルーム」の出身者であり、清隆の常人離れした能力はこの機関での英才教育によるものである。入学当初は「一般的な高校生」の実態を知らなかったため、口調を変えたり、テンションを高くする、普段より喋ってみるなど普通の高校生を演じていたが、演じることを面倒に感じたためすぐにやめている。なお、清隆の学力および身体能力は原作小説において以下のように記されている。
交友関係が薄く、自分に対する協力者が限られているのが弱点。とはいえ、鈴音や平田洋介、Bクラスのリーダー・一之瀬帆波といったクラスの中心人物たちとコネクションを築いている。
自身の好きな点は特になく、逆に嫌いな点は教科書通りに動くこと。

## キャラクター設定
著者である衣笠彰梧の描く主人公は基本的に「俺TUEEE」系で統一されており、綾小路清隆においてもその設定が採用されている。衣笠が出す主人公の発注書はイラスト担当のトモセシュンサク曰く「普段はぼんやりしているが急に強くなる」という内容ばかりであり、これについて衣笠は「無意味に強いだけでは読者から見て格好いいキャラにならない」と語る。
衣笠はキャラクターがテレビアニメで描かれることで彼らの性格がより定まり、それを原作小説に反映するパターンがあるとしており、綾小路清隆もこれに当てはまる。1年生編第2巻までは物語の導入部分ということもあり、読者に受け入れてもらえないかもしれない怖さから万人受けする要素を散りばめていたが、衣笠自身の得意とする主人公像でなかったため、以降は自身の得意とする主人公像を前面に押し出していく。このように綾小路清隆のキャラクター性は当初定まっていなかったが、テレビアニメで描かれた綾小路清隆を原作小説に反映させることでキャラクター性を定着させることが出来たと衣笠は明かしている。また、衣笠は綾小路清隆がストーリー上でどのように描かれていくのかという点が作品を通しての大きなテーマであるとした上で、以下のように述べている。
トモセは綾小路清隆のキャラクターデザインについて、「イケメンだけどぼんやりしてる」という衣笠からの指定が難しかったことからデザイン作成に苦労したという。その一方で、普段のぼんやりした顔と決め顔の緩急があって描いていて楽しいキャラクターであるとも述べている。

## 展開

### Web動画
2015年5月22日に『ようこそ実力至上主義の教室へ』を元にしたスペシャルアニメがYouTubeにて公開されており、本動画では花江夏樹が綾小路清隆役の声優を務める。

### テレビアニメ
『ようこそ実力至上主義の教室へ』のテレビアニメは2017年7月から放送されており、本テレビアニメでは千葉翔也が綾小路清隆役の声優を務める。また、2022年3月には続編の制作が発表されており、千葉にとっては自身が主人公を務めた作品で初の続編作品となっている。
千葉は綾小路清隆の印象について以下のように語る。
原作小説とテレビアニメ版では物語序盤における綾小路清隆の描写が異なる。原作小説ではテンションが高かったりと普通の高校生らしい描写が見られていたが、テレビアニメ版では無感情で、かなり浮いた存在として描かれている。これらの違いについては千葉が意図的に行ったものであることをアニメイトタイムズのインタビューで明かしており、千葉は監督・岸誠二と音響監督・飯田里樹から「一切感情がわからない感じでやって」「棒読みにしか聞こえない感じでしゃべって」と指示を受けたという。千葉の芝居を聞いた周囲のレギュラーメンバーには戸惑いが見られたものの、最終的に最後までブレずに演じた理由について、千葉は最終回で綾小路清隆の人間性を視聴者に気付いてもらいたかったからであると語る。綾小路清隆と堀北鈴音の掛け合いについて千葉は「噛み合っているようで噛み合っていないところは逆に意識した。まっすぐの拒絶に対して、のらりくらり会話する綾小路みたいな感じ」と振り返っている。
上述のように1期では綾小路清隆の感情を読む取ることが出来ないアフレコだったものの、2期では1期と比較して綾小路清隆のアフレコに細かなニュアンスが感じられるようになっている。この理由について飯田は、千葉のスキルが向上したと推察しており、飯田自身は1期と同様の演技を指示していたと明かしている。この理由については千葉自身も言及しており、演技の中で「限りなく本心に近いものを見せたり、逆に本心を見せているふりをする」など演技パターンが第1期当時よりも大幅に細かくなったことを明かしている。

## 評価

### 批評
編集者・ライターの飯田一史は綾小路清隆について、「本心では冷徹ながら表向きは他人思いに振る舞い、相手の過去や内面に踏み込んで信頼を獲得していくサイコパスぶりは読者に強烈な印象を残す」と評している。
書評家・ライターのタニグチリウイチは、綾小路清隆と『千歳くんはラムネ瓶のなか』の主人公・千歳朔は対照的なキャラクターであるとしている。千歳朔については、複数の才媛たちに囲まれながら高校で起こるさまざまな出来事に関わっていく様子から「リア充ぶりがまぶしく輝く」と評する一方で、綾小路清隆は才能を隠して暗躍する様子から「闇のリア充とも言えそうなキャラ」であり、その黒幕ぶりに惹かれるファンも多いと評している。また同氏は、綾小路清隆を「俺TUEEE」のヒーローであるとしており、「ルールの隙を突いて絶体絶命のピンチを打破し、敵の裏をかくような策を繰り出して最終的に勝利する知略は圧巻であり、それでいて手柄を堀北鈴音や櫛田桔梗といった同級生たちに回して裏方に徹する姿は数多ある『俺TUEEE』のヒーローとは違った格好良さがある」と評している。その一方で同氏は、綾小路清隆が親切心で周囲の人間を持ち上げているのではなく、自分自身のためだという不穏さがあることから『魔法科高校の劣等生』の主人公・司波達也のようには讃えづらいとも評している。
エンタメライター・すなくじらはテレビアニメ版における綾小路清隆の声を「覇気がなく無気力」だと表現しており、喜怒哀楽の豊かなキャラクターたちの中において綾小路清隆の声はとても印象に残るという。また、ハーレム展開や恋愛要素の絡んだキャラクターとの掛け合いにおいても一切声色を崩さないことから、同氏はライトノベル原作のアニメに登場する主人公らしからぬキャラクター性を有していると評している。
ウェブサイト『Anime News Network』のライター・Paul Jensenはテレビアニメ第1話を視聴した際のレビューとして、綾小路清隆、堀北鈴音、櫛田桔梗が、それぞれ『やはり俺の青春ラブコメはまちがっている。』の比企谷八幡、雪ノ下雪乃、由比ヶ浜結衣にとてもよく似ていると評している。とりわけ綾小路清隆のナレーションスタイルは『やはり俺の青春ラブコメはまちがっている。』を彷彿とさせるとしている。
ウェブサイト『EPICSTREAM』のライター・Rainee Yeeは綾小路清隆をありふれた普通のキャラクターではないと評している。また、同氏は綾小路清隆について、非常に賢く、自身のことだけに集中し、自身に不利益な相手の殆どを無視する傾向があるとしている。

### 『このライトノベルがすごい！』による評価
『このライトノベルがすごい！』男性キャラクター部門では2018年度から8年連続トップ10入りを果たし、2020年度から4年連続1位を獲得している。
| 年   | 賞                             | 部門                 | 順位 | 備考       |
| ---- | ------------------------------ | -------------------- | ---- | ---------- |
| 2016 | このライトノベルがすごい！2017 | 男性キャラクター部門 | 23位 |            |
| 2017 | このライトノベルがすごい！2018 | 男性キャラクター部門 | 10位 |            |
| 2018 | このライトノベルがすごい！2019 | 男性キャラクター部門 | 4位  |            |
| 2019 | このライトノベルがすごい！2020 | 男性キャラクター部門 | 1位  |            |
| 2020 | このライトノベルがすごい！2021 | 男性キャラクター部門 | 1位  | 2年連続1位 |
| 2021 | このライトノベルがすごい！2022 | 男性キャラクター部門 | 1位  | 3年連続1位 |
| 2022 | このライトノベルがすごい！2023 | 男性キャラクター部門 | 1位  | 4年連続1位 |
| 2023 | このライトノベルがすごい！2024 | 男性キャラクター部門 | 3位  |            |
| 2024 | このライトノベルがすごい！2025 | 男性キャラクター部門 | 4位  |            |

なお、2020年度は2位の梓川咲太に約2倍の得点差を、2021年度は2位のフェルディナンドに3倍以上の得点差をつけてそれぞれ1位を獲得している。
| 年   | 賞                             | キャラクター | キャラクター     | 獲得点数 | 出典   |
| ---- | ------------------------------ | ------------ | ---------------- | -------- | ------ |
| 2019 | このライトノベルがすごい！2020 | 1位          | 綾小路清隆       | 1360点   | [ 48 ] |
| 2019 | このライトノベルがすごい！2020 | 2位          | 梓川咲太         | 690点    | [ 48 ] |
| 2019 | このライトノベルがすごい！2020 | 3位          | 上条当麻         | 579点    | [ 48 ] |
| 2020 | このライトノベルがすごい！2021 | 1位          | 綾小路清隆       | 3504点   | [ 49 ] |
| 2020 | このライトノベルがすごい！2021 | 2位          | フェルディナンド | 1150点   | [ 49 ] |
| 2020 | このライトノベルがすごい！2021 | 3位          | 比企谷八幡       | 1061点   | [ 49 ] |
| 2021 | このライトノベルがすごい！2022 | 1位          | 綾小路清隆       | 2757点   | [ 50 ] |
| 2021 | このライトノベルがすごい！2022 | 2位          | 千歳朔           | 1750点   | [ 50 ] |
| 2021 | このライトノベルがすごい！2022 | 3位          | 比企谷八幡       | 916点    | [ 50 ] |
| 2022 | このライトノベルがすごい！2023 | 1位          | 綾小路清隆       | 2565点   | [ 54 ] |
| 2022 | このライトノベルがすごい！2023 | 2位          | 千歳朔           | 1835点   | [ 54 ] |
| 2022 | このライトノベルがすごい！2023 | 3位          | 藤宮周           | 984点    | [ 54 ] |

### 人気投票・読者アンケート・選出
『アキバ総研』が運営するアニメポータル「あにぽた」にて実施された公式投票企画「2017夏アニメ主演声優人気投票【男性編】」では綾小路清隆役の千葉翔也が1位を獲得している。
アメリカのアニメ評価サイト「Anime Trending」が主催した「第4回 Anime Trending Awards」ではMAN OF THE YEAR部門で3位、BEST VOICE ACTING PERFORMANCE BY A MALE部門で千葉が4位をそれぞれ獲得している。同「第9回 Anime Trending Awards」ではMAN OF THE YEAR部門で8位、BEST VOICE ACTING PERFORMANCE BY A MALE部門で千葉が4位をそれぞれ獲得している。
『アニメ！アニメ！』が実施した「天才なアニメキャラといえば？（2020年度版）」と題した読者アンケートでは7位を、「2017年最も輝いていた主人公は？」と題した読者アンケートでは7位を、「（千葉翔也が）演じた中で一番好きなキャラクターは？」と題した読者アンケートでは2位をそれぞれ獲得している。
「読者が選ぶアニメキャラ大賞2022」では「ミステリアスで賞」で4位、「賢かったで賞」で5位をそれぞれ獲得している。
「ねとらぼ調査隊」が2024年4月に実施した「アニメ『ようこそ実力至上主義の教室へ 3rd Season』で好きなキャラは？」と題した読者アンケートでは3位を獲得している。
ウェブサイト『コミック・ブック・リソーシズ』が実施した「夢も希望もないアニメヒーロー10選」では2位を獲得しており、上記のランキングを執筆したライター兼コンテンツスペシャリストのReyane Alfraihは「綾小路清隆は注目を浴びる人ほど目的を達成しなければならないというプレッシャーがあるのを知っているため、誰にも非難されないようにクラスの一員として暗躍している。また、上辺では『友達が欲しい』と言いながらも、実際は人との繋がりは重視していない」とコメントしている。また、「賢い（しかし怠け者な）アニメキャラクター10選」（同サイト）では第9位を獲得しており、上記のランキングを執筆したアニメウォッチャーのDeja Williamsは「綾小路清隆は一見すると目立たない平凡な男子生徒で、本人もそれを望んでいる。いつも退屈そうにしているため、怠け者に見えるが実はとても賢く、彼の能力は最初の印象からすればとても衝撃的だった」とコメントしている。